# Patrick M. Shanahan
Pour les articles homonymes, voir Shanahan.
Patrick Michael Shanahan, né le 27 juin 1962 à Aberdeen (Washington), est un cadre d'entreprise et homme politique américain, secrétaire adjoint de la Défense des États-Unis depuis 2017. À ce titre, il assure les fonctions de secrétaire à la Défense par intérim entre le 1er janvier et le 24 juin 2019.

## Biographie
Shanahan fait carrière comme administrateur pour la compagnie aérienne Boeing. Il est nommé le 16 mars 2017 pour être secrétaire adjoint à la Défense. Son absence d'expérience politique ou militaire lui attire des interrogations sur ses qualifications pour le poste,. Bien que sa nomination soit critiquée par le républicain John McCain, il est confirmé au poste avec 92 voix contre 7. Il remplace alors Robert Work.
En décembre 2018, le secrétaire à la Défense James Mattis remet sa démission de l'administration Trump. Alors que sa démission doit être effective en février 2019, Donald Trump, qui apparaît frustré par la façon dont le départ de Mattis est couvert par les médias, demande à celui-ci de quitter sa fonction dès le 31 décembre et annonce que Shanahan prêtera serment en tant que secrétaire intérimaire à son départ.
Le 20 avril 2019, des sources internes évoquent la nomination permanente de Shanahan au poste de secrétaire à la Défense. Cette rumeur se confirme le 9 mai 2019 lorsqu'il est formellement nommé. Sa nomination n'est toutefois pas approuvée par le Sénat, et le président Trump annonce son remplacement par le secrétaire d'État adjoint Mark Esper le 18 juin 2019, Shanahan démissionnant « pour des raisons familiales ».